# Gentiana pseudoaquatica
Gentiana pseudoaquatica är en gentianaväxtart som beskrevs av Kusnezow. Gentiana pseudoaquatica ingår i släktet gentianor, och familjen gentianaväxter. Inga underarter finns listade i Catalogue of Life.